# برف جعلی

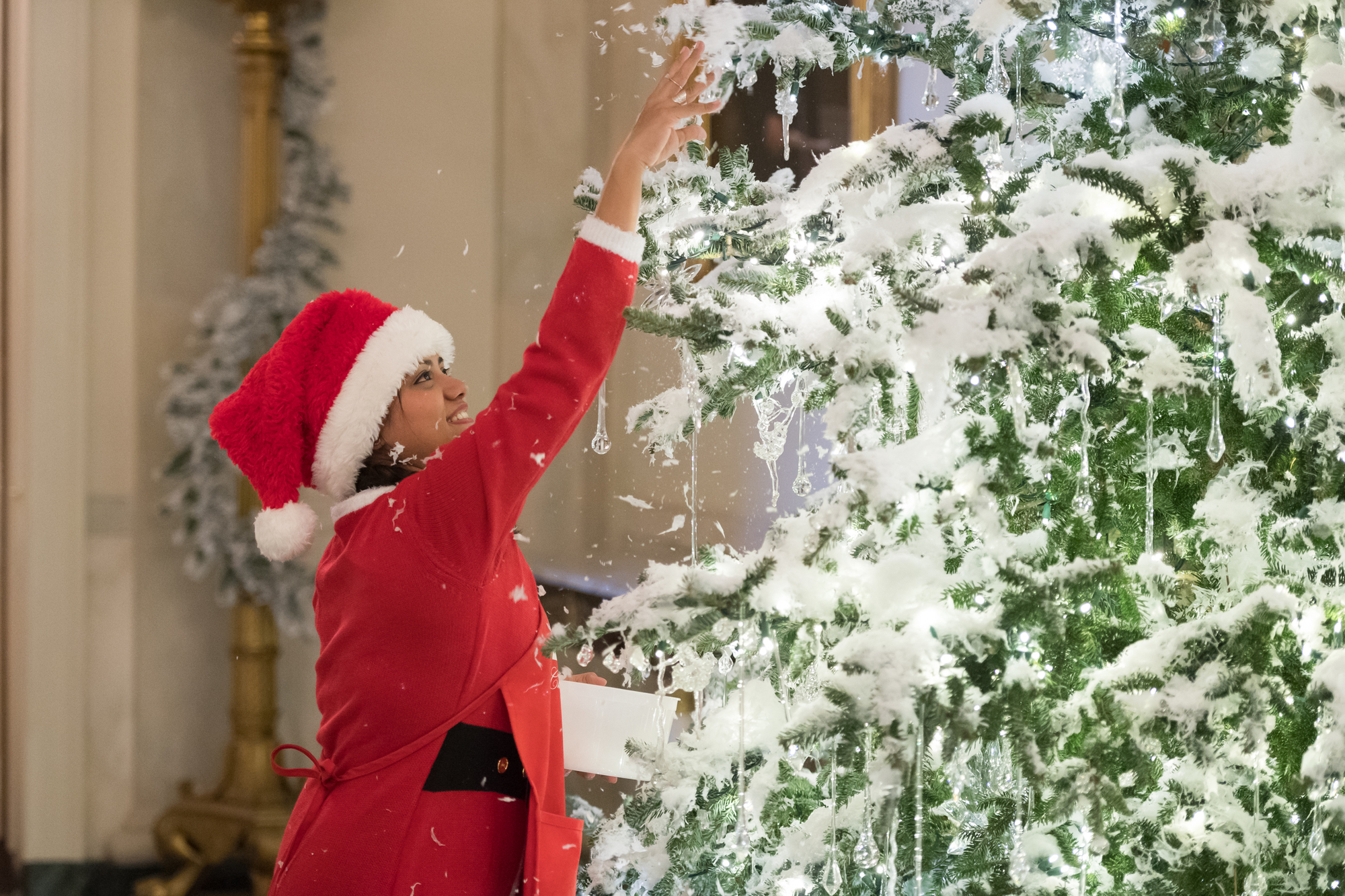
برف جعلی روی درخت کریسمس، کاخ سفید

برف قلابی، برف دروغین یا برف جعلی محصولی است که دارای ظاهر و بافتی همچون برف است اما از بلور منجمد آب ساخته نشده است.
می‌توان از مواد مختلفی برای ساخت برف جعلی استفاده کرد. در اوایل دهه ۱۹۰۰، گاهی اوقات برف تزئینی از تکه‌های بوره و حتی آمونیاک ساخته می‌شد.
قبل از اینکه خطرات پنبه نسوز شناخته شود، از آن برای تزئین درخت کریسمس فروخته می‌شد. از گچ نیز در فیلم‌هایی از جمله جادوگر شهر اوز و شهروند کین برای شبیه‌سازی برف استفاده شد. لان چینی بازیگر آمریکایی پس از رفتن برف جعلی در گلویش درگذشت.
برف جعلی در قوطی‌های اسپری نیز فروخته می‌شود که می‌تواند روی پنجره‌ها و نمایشگرهای داخلی کرک‌پوشانی کند.

## فیلم و تئاتر

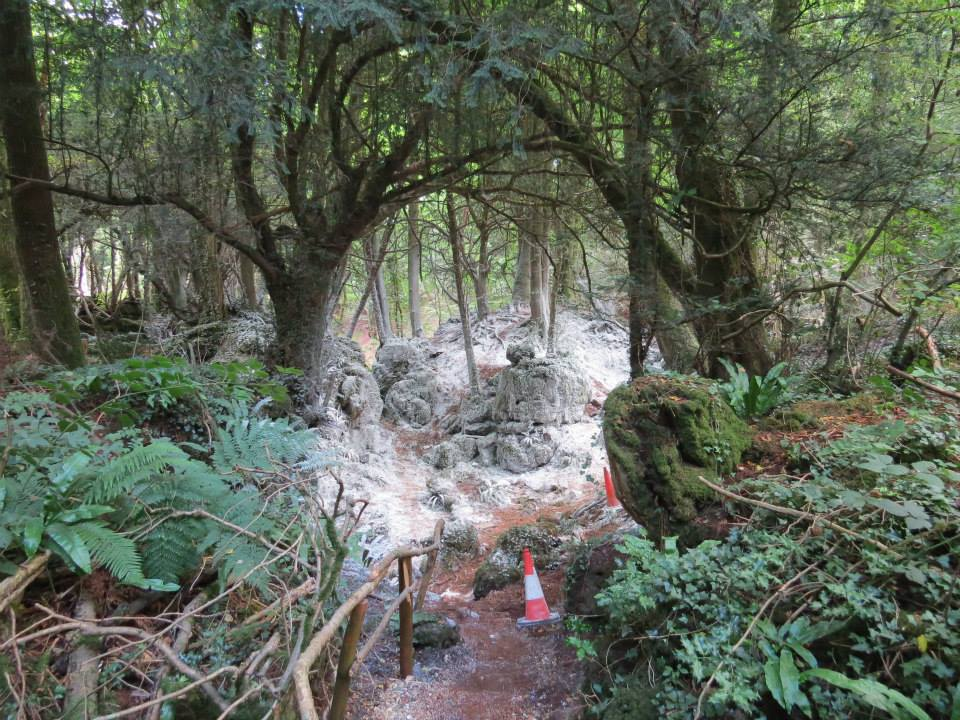
برف جعلی در محل فیلمبرداری ویژه کریسمس، فیلم دکتر هو ۲۰۱۳

وقتی در تئاتر زنده به مناظر برفی نیاز است، موادی که استفاده می‌شود شامل پر، پنبه، کاغذ، غلات صبحانه و تکه‌های سیب‌زمینی است. بسیاری از سالن‌ها برای کاهش مشکل پاکسازی، از «مولد برف» استفاده می‌کنند. این مولدها حباب‌های سفید صابونی ایجاد می‌کنند که پس از مدت کوتاهی ناپدید می‌شوند. فرایند مشابهی در استودیوهای فیلمسازی و دکور صحنه استفاده شده است. چه زندگی شگفت‌انگیزی یکی از نمونه‌های معروف این فیلم‌هاست.
برای صحنه‌های بیرون از استودیو که نیاز به مقدار زیادی برف جعلی دارد، نمک گزینهٔ ارزان قیمتی بود، اما مشکلش این بود که به خاک و زندگی گیاهان آسیب می‌رساند. اغلب از سنگ گچ و تکه‌های کوچک سفید شده غلات استفاده شده است؛ اما سنگ گچ و غلات هم مشکلات خود را داشتند؛ وقتی به زمین برخورد می‌کردند، صدا تولید می‌کردند. کاغذ مشکلات هیچ‌کدام از سه گروه قبلی را نداشت؛ نه شور بود و نه صدا داشت. کاغذ توسط ماشین‌ها خرد و در محیط پخش می‌شد.

فناوری جدیدتر ساخت برف جعلی زیست تخریب پذیر و سازگار با محیط زیست است. در این روش جدید از مواد غذایی استفاده می‌شود که در باران بدون برجای گذاشتن بقایایی، به راحتی حل می‌شوند. البته از این مواد زیست تخریب‌پذیر، سلولز و مواد دیگری هستند که پس از خیس شدن، آثار مضری بر جای می‌گذارند.

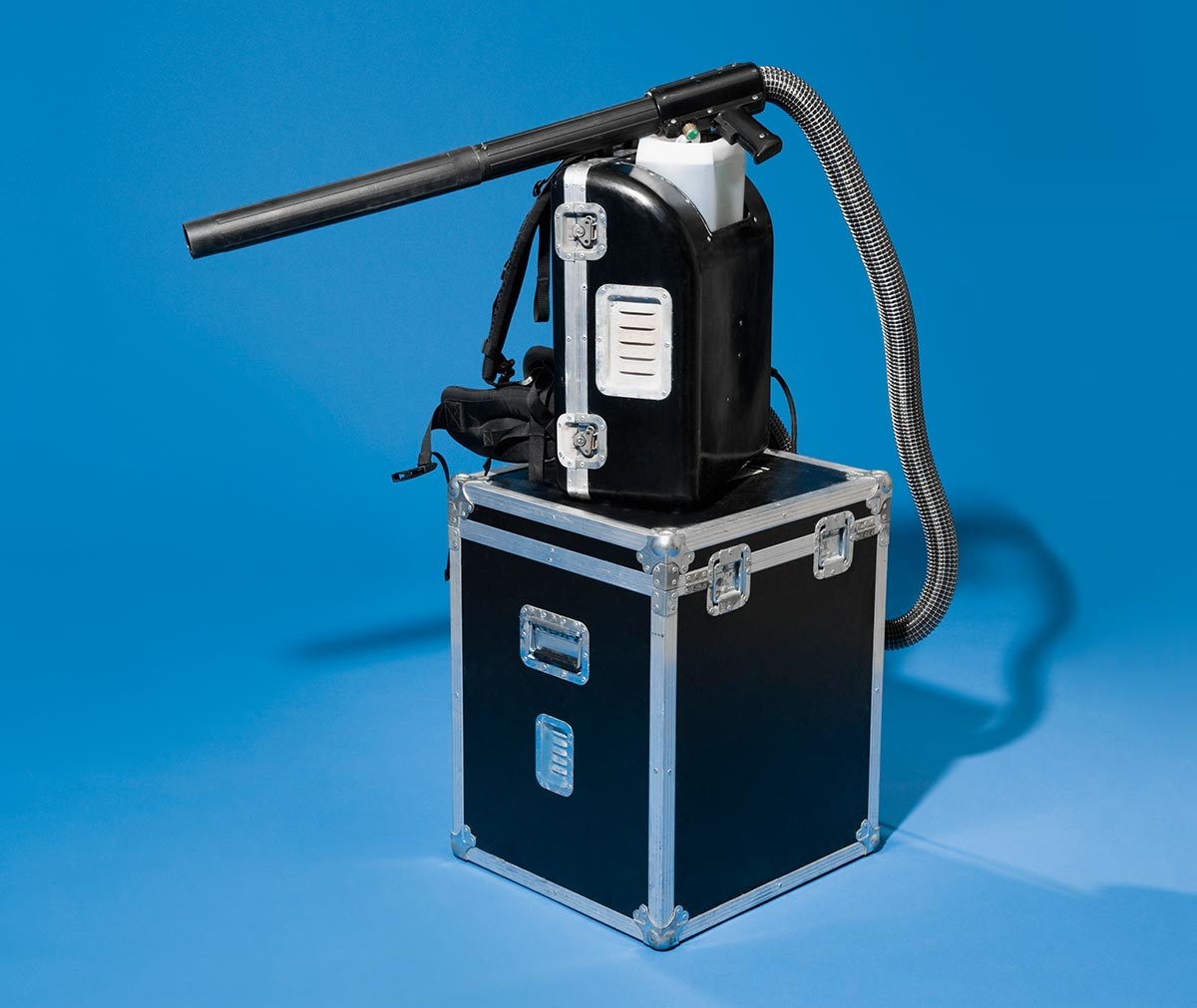
ماشین برف‌ساز تئاتر
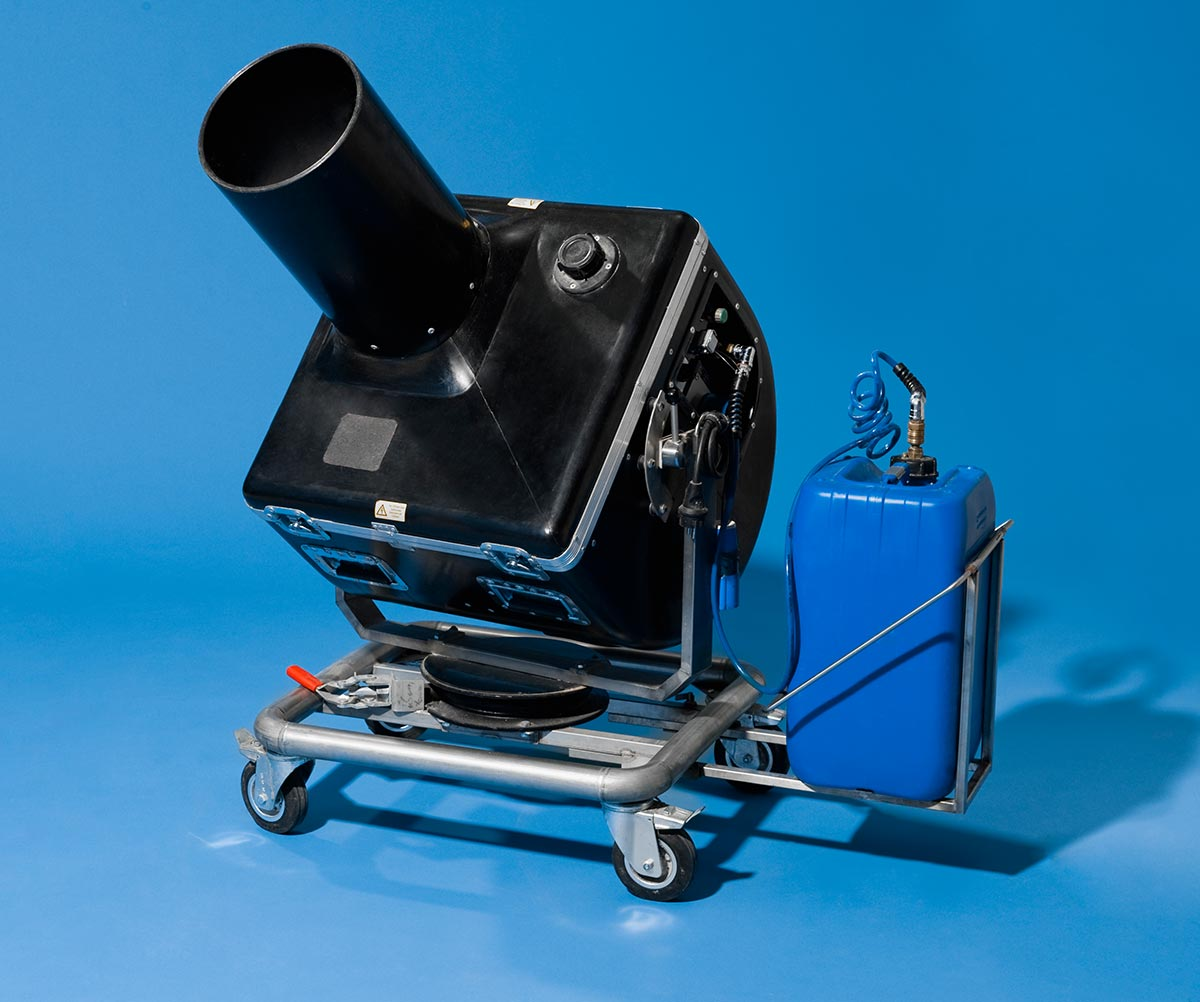
ماشین چرخ‌دار برف‌ساز تئاتر
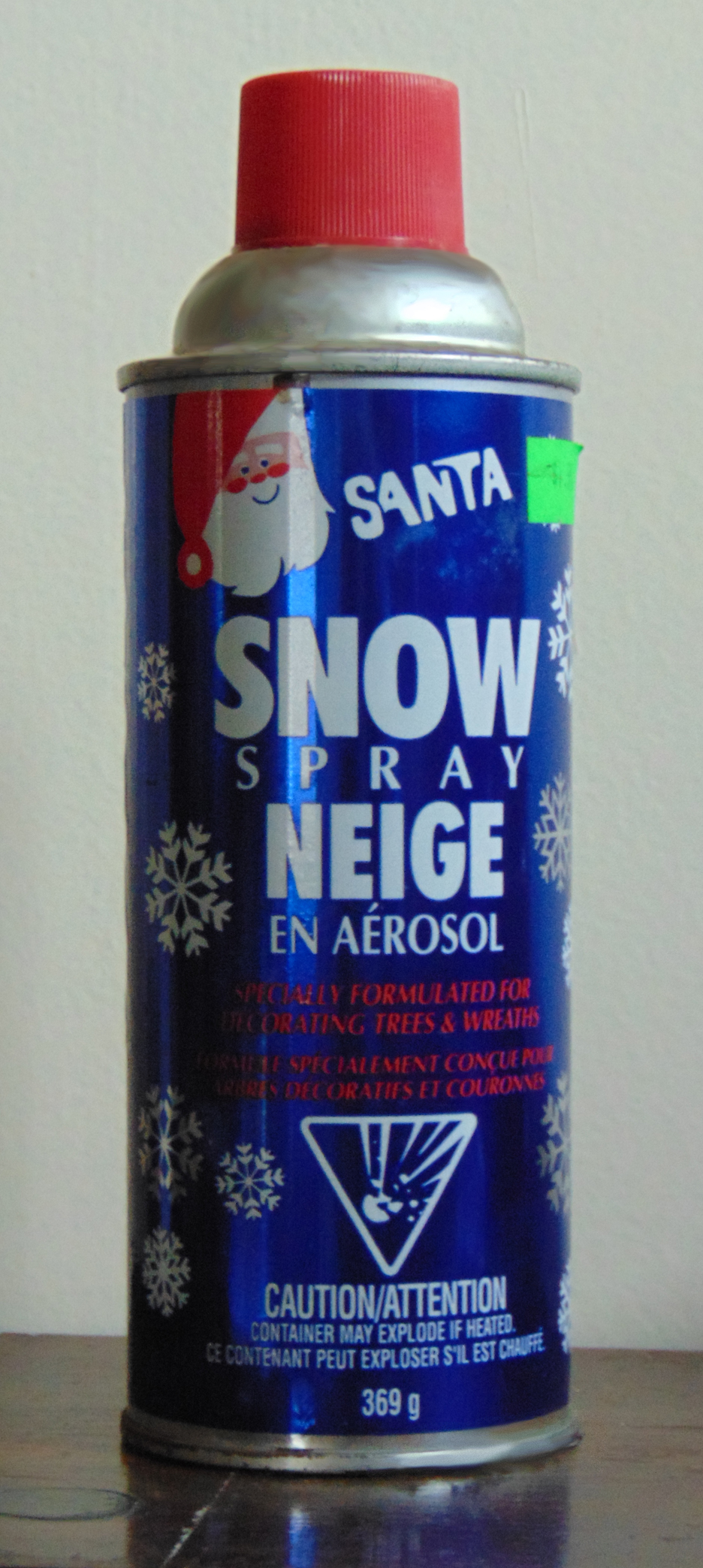
قوطی آئروسل برف مصنوعی